# Afganisztán az 1980. évi nyári olimpiai játékokon
Afganisztán a szovjetunióbeli Moszkvában megrendezett 1980. évi nyári olimpiai játékok egyik részt vevő nemzete volt. Az országot az olimpián 2 sportágban 11 sportoló képviselte, akik érmet nem szereztek.

## Birkózás
Kötöttfogású
| Versenyző       | Versenyszám | 1. forduló                      | 2. forduló                           | 3. forduló        | 4. forduló        | 5. forduló        | Döntő             | Helyezés    |
| Versenyző       | Versenyszám | Ellenfél Eredmény               | Ellenfél Eredmény                    | Ellenfél Eredmény | Ellenfél Eredmény | Ellenfél Eredmény | Ellenfél Eredmény | Helyezés    |
| --------------- | ----------- | ------------------------------- | ------------------------------------ | ----------------- | ----------------- | ----------------- | ----------------- | ----------- |
| Ghulam Sanay    | 62 kg       | Tóth István (HUN) · kétvállas   | Stelios Mygiakis (GRE) · kizárták    | kiesett           | kiesett           | kiesett           | kiesett           | helyezetlen |
| Sakhidad Hamidi | 68 kg       | Andrzej Supron (POL) · kizárták | Buyandelgeriin Bold (MGL) · kizárták | kiesett           | kiesett           | kiesett           | kiesett           | helyezetlen |

Szabadfogású
| Versenyző          | Versenyszám | 1. forduló                                 | 2. forduló                          | 3. forduló                                         | 4. forduló        | 5. forduló        | 6. forduló        | Döntő             | Helyezés    |
| Versenyző          | Versenyszám | Ellenfél Eredmény                          | Ellenfél Eredmény                   | Ellenfél Eredmény                                  | Ellenfél Eredmény | Ellenfél Eredmény | Ellenfél Eredmény | Ellenfél Eredmény | Helyezés    |
| ------------------ | ----------- | ------------------------------------------ | ----------------------------------- | -------------------------------------------------- | ----------------- | ----------------- | ----------------- | ----------------- | ----------- |
| Mohammad Aktar     | 48 kg       | Mohammed Qassim Jabbar (IRQ) · kétvállas   | Jan Falandys (POL) · 0–23           | Csang Szehong (Jang Se-hong) (PRK) · kétvállas     | kiesett           | kiesett           |                   | kiesett           | helyezetlen |
| Mohammad Aynutdin  | 52 kg       | Koce Efremov (YUG) · kétvállas             | Nguyễn Kim Thiềng (VIE) · kétvállas | Csang Dongnjong (Jang Dok-Ryong) (PRK) · kétvállas | kiesett           | kiesett           | kiesett           | kiesett           | helyezetlen |
| Mohammad Halilula  | 57 kg       | Carlos Hurtado (PER) · 11–12               | Aurel Neagu (ROU) · visszalépett    | kiesett                                            | kiesett           | kiesett           |                   | kiesett           | helyezetlen |
| Khojawahid Zahedi  | 74 kg       | Bani Merje Fawaz (SYR) · kétvállas         | Otto Steingräber (GDR) · kétvállas  | kiesett                                            | kiesett           | kiesett           | kiesett           | kiesett           | helyezetlen |
| Ahmadjan Khasan    | 82 kg       | Henryk Mazur (POL) · kizárták              | a 2. fordulóban nem indult          | kiesett                                            | kiesett           | kiesett           |                   | kiesett           | helyezetlen |
| Ibrahim Shudzandin | 90 kg       | Dashdorjiin Tserentogtokh (MGL) · kizárták | Amadou Katy Diop (SEN) · 4–7        | kiesett                                            | kiesett           | kiesett           |                   | kiesett           | helyezetlen |

## Ökölvívás
| Versenyző       | Versenyszám | Selejtező         | 32-es főtábla                           | Nyolcaddöntő      | Negyeddöntő       | Elődöntő          | Döntő             | Helyezés |
| Versenyző       | Versenyszám | Ellenfél Eredmény | Ellenfél Eredmény                       | Ellenfél Eredmény | Ellenfél Eredmény | Ellenfél Eredmény | Ellenfél Eredmény | Helyezés |
| --------------- | ----------- | ----------------- | --------------------------------------- | ----------------- | ----------------- | ----------------- | ----------------- | -------- |
| Ahmad Nesar     | Harmatsúly  | erőnyerő          | Ayele Mohamed (ETH) · 0:5               | kiesett           | kiesett           | kiesett           | kiesett           | 17.      |
| Esmail Mohammad | Pehelysúly  | erőnyerő          | Rudi Fink (GDR) · KO                    | kiesett           | kiesett           | kiesett           | kiesett           | 17.      |
| Rabani Ghulam   | Könnyűsúly  |                   | Csong Dzsoung (Jong Jo-Ung) (PRK) · RSC | kiesett           | kiesett           | kiesett           | kiesett           | 17.      |

RSC – a mérkőzésvezető megállította a mérkőzést